# Cherry Hinton
Cherry Hinton is een dorp, tegenwoordig een voorstad van Cambridge, in het Engelse graafschap Cambridgeshire. Het telt ca. 8500 inwoners.

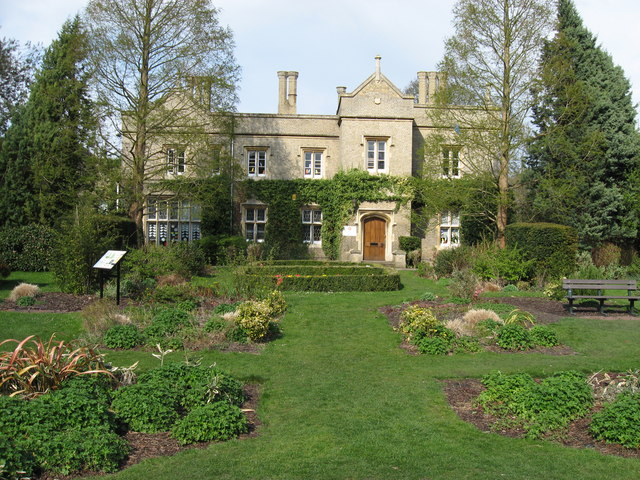
Cherry Hinton Hall
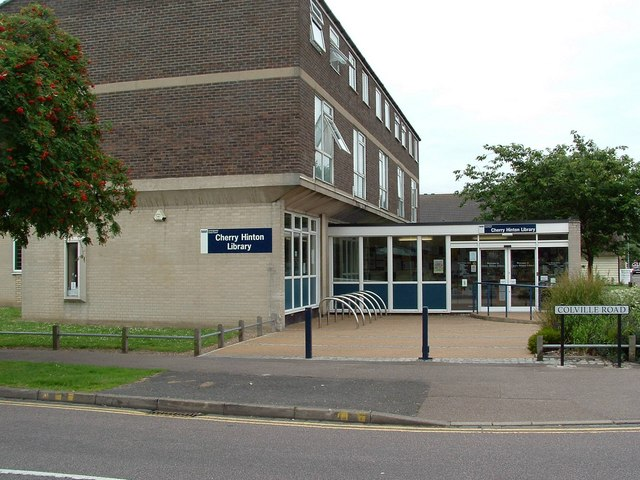
Bibliotheek